# Cantó de Courçon
El cantó de Courçon és un cantó francès del departament del Charente Marítim, al districte de La Rochelle. Té 14 municipis i el cap és Courçon.

## Municipis
- Angliers
- Benon
- Courçon
- Cramchaban
- Ferrières
- La Grève-sur-Mignon
- Le Gué-d'Alleré
- La Laigne
- Nuaillé-d'Aunis
- La Ronde
- Saint-Cyr-du-Doret
- Saint-Jean-de-Liversay
- Saint-Sauveur-d'Aunis
- Taugon

| Data d'elecció                           | Identitat        | Partit        | Qualitat |
| ---------------------------------------- | ---------------- | ------------- | -------- |
| 1945-1976                                | M. Conan         | radical       |          |
| 1976-1994                                | Claude Margerie  | Divers droite |          |
| 1994-2008                                | Bernard Drappeau | Divers droite |          |
| 2008-                                    | Denis Petit      | PRG           |          |
| les dades anteriors no són pas conegudes |                  |               |          |
|                                          |                  |               |          |

| A partir de 1990: Població sense dobles comptes |